# 秋山邦晴
秋山 邦晴（あきやま くにはる、1929年5月22日 - 1996年8月17日）は、日本の音楽評論家、音楽プロデューサー、詩人、作曲家。東京都生まれ。

## 略歴
父は陸軍軍人でのち牧車の号で俳人となった秋山邦雄。父の転任により、1935年から1937年までの幼年期を天津で過ごす。東京都立六中（現・東京都立新宿高等学校）、長野県松本中学校（現・長野県松本深志高等学校）、早稲田大学第二高等学院を経て早稲田大学文学部フランス文学科に入学。1950年代、日比谷にあったGHQのCIE図書館（民間情報教育局）でレコード・コンサートをシリーズで開き、アメリカやヨーロッパの現代音楽を紹介。また、音楽雑誌「レコード音楽」編集長などを務めた。
1951年、作曲家の武満徹、鈴木博義、ピアニストの園田高弘、美術作家の山口勝弘、北代省三、福島秀子、駒井哲郎、写真家の大辻清司らと、芸術家グループ「実験工房」（詩人の瀧口修造の命名）を結成。実験工房の発表会では詩作品を発表。大学を中退後、音楽批評活動、作曲家の個展 (ブリヂストン美術館)を始め数多くのコンサートの企画・構成にたずさわる。
1961年、久里洋二、真鍋博、横尾忠則らのアニメーション・フィルムや、松本俊夫監督の記録映画『石の詩』(1963)、『つぶれかかった右眼のために』（1968年）の音楽を作曲。小林正樹監督の『怪談』（1964年）では、音楽を担当した武満徹の音響補佐、羽田澄子監督『早池峰の賦』（1982年）の音楽監督を担当した。
1964年、「フルクサス」のカーネギー・ホールにおける6月24日のコンサートでオーケストラの指揮を担当した。また、同年10月開催の東京オリンピックの選手村の食堂のために「憩いのための音楽」と「食事のための音楽」を提供した石のスピーカーのために石の音により制作された音楽を製作。
音楽研究家としては、エリック・サティの研究で知られ、『エリック・サティ・ピアノ全集』の監修・解説・訳詩を行なっている。日本の映画音楽の研究でも、先駆的な調査・資料収集を行なっており、多摩美術大学教授として、現代音楽と映画論を講じた。1986年には、未来派のルイージ・ルッソロが発明したが第二次世界大戦により失われた騒音楽器イントナルモーリの復元を行った。
夫人はピアニストの高橋アキ。甥に舞台俳優の山田宏平（劇団山の手事情社）。墓所は多磨霊園(15-2-1)

## 受賞歴
- 1991年 第1回吉田秀和賞受賞（著書「エリック・サティ覚え書」により）

## 著書

### 単著
- 『現代音楽をどう聴くか』（晶文社、1973年）
- 『日本の映画音楽史1』（田畑書店、1974年）
- 『日本の作曲家たち 上 戦後から真の戦後的な未来へ』（音楽之友社、1978年）
- 『日本の作曲家たち 下 戦後から真の戦後的な未来へ』（音楽之友社、1978年）
- 『エリック・サティ覚え書』（青土社、1990年、新装版2005年、2016年）
- 『昭和の作曲家たち』（みすず書房、2003年）。林淑姫編
- 『秋山邦晴の日本映画音楽史を形作る人々／アニメーション映画の系譜』（DU BOOKS、2021年）。高崎俊夫・朝倉史明編

### 共著
- （朝妻一郎、木崎義二）『ビートルズその後』（主婦と生活社、1973年）
- （武満徹）『シネ・ミュージック講座　映画音楽の100年を聴く』（フィルムアート社、1998年）、共に1996年に急逝

### 訳書
- エリック・サティ『卵のように軽やかに　サティによるサティ』 岩佐鉄男と共編訳（筑摩書房〈筑摩叢書〉、1992年／ちくま学芸文庫、2014年）
- エリック・サティ『こどものためのサティ』（評論社、1992年）。立松和平解説

### 監修
- 『エリック・サティ・ピアノ全集』（全13巻）（全音楽譜出版社、1998年）